# Космос-1934
Космос-1934 је један од преко 2400 совјетских вјештачких сателита лансираних у оквиру програма Космос.
Космос-1934 је лансиран са космодрома Плесецк, СССР, 22. марта 1988. Ракета-носач Космос је поставила сателит у орбиту око планете Земље. Маса сателита при лансирању је износила 700 килограма. Космос-1934 је био војни навигациони сателит.